# Israël aux Jeux olympiques d'été de 2004
Israël participe aux Jeux olympiques d'été de 2004 à Athènes, où Gal Fridman devient le premier athlète israélien à remporter une médaille d'or aux Jeux Olympiques.

## Liste des médaillés israéliens

### Médailles d'or
| Sport              | Discipline | Sportifs    | Performance |
| Médailles d'or : 1 |            |             |             |
| Voile              | Mistral    | Gal Fridman |             |

### Médailles d'argent
— aucune —

### Médailles de bronze
| Sport                   | Discipline | Sportifs    | Performance |
| Médailles de bronze : 1 |            |             |             |
| Judo                    | Mi-lourds  | Ariel Zeevi |             |